# Pierre du Bourguet
Pour les articles homonymes, voir Bourguet.
Pierre du Bourguet (né le 21 janvier 1910 à Ajaccio et mort le 30 décembre 1988 à Paris 5e) est un jésuite français, archéologue, égyptologue et historien de l'art paléochrétien, copte et byzantin.
Il fut également le responsable de l'Œuvre des campagnes, poste auquel lui succède Bertrand de Margerie.

## Biographie
Originaire de Lyon, et après une formation à l'École pratique des hautes études puis à l'université d'Oxford, Pierre du Bourguet devient membre scientifique de l'Institut français d'archéologie orientale du Caire entre 1953 et 1957. Disciple du chanoine Étienne Drioton, avec lequel il publie un ouvrage, il est professeur à l'École du Louvre (art égyptien à partir de 1949, puis art paléochrétien, copte et byzantin à partir de 1958) et à l'Institut catholique de Paris. Il est enfin conservateur en chef au musée du Louvre.

## Principaux ouvrages

### Égypte antique
- Les Pharaons à la conquête de l'art (avec Étienne Drioton), DDB, 1965.
- Histoires et légendes de l'Égypte mystérieuse, Tchou, 1968.
- L' Art copte. Catalogue de l'exposition au Petit Palais, 17 juin-15 septembre 1964, Réunion des Musées Nationaux, 1964.
- L'art copte, Albin Michel, coll. « Civilisations non européennes », 1968.
- Contes de la vallée du Nil, Tchou.
- Grammaire fonctionnelle et progressive de l'égyptien démotique, Louvain, Peeters 1976.
- Grammaire égyptienne, Moyen Empire pharaonique, Louvain, Peeters, 1980
- L'Art égyptien, DDB, 1979.
- Le temple de Deir al-Médîna, textes édités par Luc Gabolde, dessins de Leïla Ménassa, Le Caire, IFAO, coll. « Mémoires publiés par les membres de l'Institut français d'archéologie orientale du Caire » n° 121, 2002

### Art paléochrétien, copte et byzantin
- Peintures chrétiennes, Famot, 1980.
- Les Coptes, PUF, coll. « Que sais-je ? » no 2398, 1989.
- La Peinture paléochrétienne, Robert Laffont, 1992.
- Art paléochrétien, Éditions Cercle d'Art, coll. « Formes et couleurs », vol. 3, 1970. Prix Hercule-Catenacci (1972) de l'Académie française.

### À propos de Pierre du Bourguet
- Mirrit Boutros Ghali, « Biographie et hommage rendu à Pierre Marie d'Audibert-Caille du Bourguet. Bibliographie copte », dans Bulletin de la Société d'Archéologie Copte, 21, 1975, p. 1-12 (fiche).
- Christiane Desroches Noblecourt, « Pierre du Bourguet, Conservateur en Chef honoraire des Musées Nationaux, Vice-Président de la Société Française d'Égyptologie », dans Bulletin de la Société Française d'Egyptologie, 114, 1989, p. 12-16 (fiche).
- Les publications de Pierre du Bourguet dans le catalogue du Sudoc.